# Schistophyllum collinum
Schistophyllum collinum är en bladmossart som först beskrevs av Mitten, och fick sitt nu gällande namn av Lindberg 1889. Schistophyllum collinum ingår i släktet Schistophyllum, klassen egentliga bladmossor, divisionen bladmossor och riket växter. Inga underarter finns listade i Catalogue of Life.